# 819 TCN
819 TCN là một năm trong lịch La Mã.